# Sztancsik József
Sztancsik József, Szatmári (Budapest, 1908. november 12. – 1969. április 22.) válogatott labdarúgó, csatár, jobbösszekötő.

## Pályafutása

### Klubcsapatban
A Budai 11, majd a Hungária labdarúgója volt, ahol egy bajnoki címet szerzett a csapattal. Zömök termetű, erős munkabírású labdarúgó volt, aki távoli lövéseivel a kapura is veszélyt jelentett.

### A válogatottban
1936-ban egy alkalommal szerepelt a magyar labdarúgó-válogatottban.

## Sikerei, díjai
- Magyar bajnokság
  - bajnok: 1936–37

## Statisztika

### Mérkőzése a válogatottban
| Magyarország | Magyarország      | Magyarország                    | Magyarország | Magyarország | Magyarország | Magyarország | Magyarország | Magyarország |
| #            | Dátum             | Helyszín                        | Hazai        | Eredmény     | Vendég       | Kiírás       | Gólok        | Esemény      |
| ------------ | ----------------- | ------------------------------- | ------------ | ------------ | ------------ | ------------ | ------------ | ------------ |
| 1.           | 1936. március 15. | Budapest, Hungária körúti pálya | Magyarország | 3 – 2        | Németország  | barátságos   | -            | 33'          |
|              | Összesen          |                                 |              | 1            | mérkőzés     |              | 0            | gól          |